# Filip Brusselmans
Filip Brusselmans (Sint-Niklaas, 30 oktober 1997) is een Vlaams-nationalistische, conservatieve politicus voor Vlaams Belang.

## Levensloop
Filip Brusselmans is afkomstig uit het Oost-Vlaamse Sint-Niklaas, waar hij school liep aan het Sint-Jozef-Klein-Seminarie. Hij volgde een opleiding politieke wetenschappen aan de Universiteit Antwerpen. Tijdens zijn studie was hij van 2017 tot 2019 praeses van de conservatieve studentenvereniging KVHV Antwerpen.

### Ethische standpunten
In januari 2018 haalde Brusselmans de nationale media door kritiek te leveren op de geslachtsverandering van VTM-journaliste Bo Van Spilbeeck. Hij hekelde de disproportionele media-aandacht en verklaarde de geslachtsverandering een "overgave aan het absurde".
Zijn ethische visie is trouw, naar eigen zeggen, aan zijn geloofsovertuiging. Sinds zijn studententijd is hij een volgeling van de Sint Pius X in Antwerpen, waar hij regelmatig de eucharistie bijwoont.
In januari 2021 haalde Brusselmans opnieuw de nationale media. Op Facebook beweerde hij, na een melding van de vriend zelf, dat een vriend werd afgetroefd door "...door een vijftal jongeren van Noord-Afrikaanse afkomst ...".  Later bleek dat de politie niet op de hoogte was, dat de vriend, dronken, enkel was gevallen en dat het verhaal verzonnen zou zijn.

### Mars tegen Marrakesh
Samen met rechtse tot extreemrechtse organisaties zoals Vlaams Belang Jongeren, Voorpost, KVHV Antwerpen en KVHV Gent, de Nationalistische Studentenvereniging (NSV) en Schild & Vrienden organiseerden Filip Brusselmans en Dries Van Langenhove de 'Mars tegen Marrakesh', een betoging in Brussel op 16 december 2018 tegen het VN-Migratiepact.
In 2020 ontving hij doodsbedreigingen, waarbij de lokale politie hem toezicht bood.

## Politicus
Op 26 mei 2019 werd Brusselmans voor Vlaams Belang verkozen in het Vlaams Parlement met 11.089 voorkeurstemmen, hij werd tevens het jongste parlementslid ooit in deze assemblee. Hij nam zitting in de commissie Cultuur, Jeugd, Sport en Media en werd woordvoerder van zijn partij inzake cultuur en jeugd. Bij de Vlaamse verkiezingen van 9 juni 2024 werd Brusselmans herkozen met 14.894 stemmen. Vervolgens werd hij aangesteld tot eerste ondervoorzitter van het Vlaams Parlement. Ook nam hij zitting in de commissies Cultuur, Jeugd, Sport en Media en Wonen, Toerisme, Energie en Klimaat, alsook afgevaardigde in de Interparlementaire Commissie van de Nederlandse Taalunie.
Op 30 maart 2020 werd Brusselmans met 90,1% van de stemmen verkozen tot voorzitter van de Vlaams Belang Jongeren, hij volgde Bart Claes op. Op 15 maart 2025 werd hij in deze functie opgevolgd door Mercina Claesen.
Bij de gemeenteraadsverkiezingen van oktober 2024 werd Brusselmans als lijsttrekker voor het Vlaams Belang verkozen tot gemeenteraadslid van Sint-Niklaas. In januari 2025 werd hij voorzitter van de lokale Vlaams Belang-afdeling.
Sinds januari 2025 is hij samen met Britt Huybrechts nationaal ondervoorzitter van het Vlaams Belang.